# Опасни умови
Опасни умови (енгл. Dangerous Minds) је филмска драма из 1995. са Мишел Фајфер у улози бившег маринца и професорке која покушава да веома проблематично одељење приволи књижевности. За то ће чак морати да се користи вештинама стеченим у војсци.

## Радња
ЛуЕн Џонсон, након што је завршила службу у деловима америчког маринског корпуса, добија посао наставнице енглеског језика у једној од школа у Калифорнији. Њени ученици су суморни тинејџери из сиромашних породица у америчком друштву, од којих већина води асоцијалан начин живота, у уличним су бандама и умешани у трговину дрогом. Млади штићеници ЛуЕн одлучно одбијају да уче. Да би ученике увела у нормалан начин живота и побудила интересовање за учење, новопечена наставница мора да искористи искуство стечено у војној служби.

## Улоге
| Глумац         | Улога          |
| -------------- | -------------- |
| Мишел Фајфер   | Луен Џонсон    |
| Џорџ Зундза    | Хал Грифит     |
| Кортни Б. Венс | Џорџ           |
| Робин Бартлет  | Карла Николс   |
| Беатрис Винд   | Мери           |
| Бруклин Харис  | Кејли          |
| Иван Сергеј    | Уеро           |
| Џон Невил      | конобар        |
| Вејд Домингез  | Емилио Рамирез |